# Forte de Nossa Senhora dos Prazeres do Iguatemi
O Forte de Nossa Senhora dos Prazeres do Iguatemi localizava-se na margem esquerda do rio Iguatemi, cerca de doze quilômetros acima da sua confluência com o rio Paraná, próximo à foz do rio das Bagas e à atual cidade de Paranhos, no estado de Mato Grosso do Sul, no Brasil. O local, hoje em ruínas, em área indígena, é considerado como sítio arqueológico pelo Instituto do Patrimônio Histórico e Artístico Nacional (IPHAN). Sua construção pode ser considerada um marco na história da disputa fronteiriça entre Espanha e Portugal, uma vez que foi a primeira fortificação a ser levantada no sul da capitania de Mato Grosso, abrindo caminho para a construção de novas edificações como Forte de Coimbra e Fortificações de Ladário.

## História

### Antecedentes
Após as primeiras demarcações decorrentes do Tratado de Madrid (1750), a Coroa Portuguesa compreendeu a necessidade da sua presença efetiva para fixar a linha que dividiria os territórios do Mato Grosso dos do Paraguai. Era necessário traçá-las ao sul do curso dos rios por onde transitavam as monções que ligavam Araritaguaba (hoje Porto Feliz, em São Paulo) a Cuiabá, via curso dos rios Tietê e Paraná e as contravertentes do rio Paraguai, e, por essa razão, fixar um estabelecimento o mais próximo possível das possessões espanholas.
Sem recursos, a Coroa incumbiu a capitania de São Paulo dessa tarefa, uma vez que os recursos da capitania do Mato Grosso eram precários e o acesso fluvial norte-sul dificultado. Inicialmente projetado para a margem do rio Ivaí ou para a margem esquerda do rio Paraná (em território do atual estado do Paraná), prevaleceu a ideia de assentá-lo além, à margem direita daquele grande rio.
Fixado o local na região do rio Iguatemi, conforme reiteradas solicitações do Marquês de Pombal (1750-1777) e do vice-rei dom Antônio Álvares da Cunha (1763-1767), o governador da capitania de São Paulo, capitão-general dom Luís António de Sousa Botelho Mourão - quarto morgado de Mateus (1765-1775), fez erguer uma colônia militar (presídio) sob a invocação de Nossa Senhora dos Prazeres. Taunay a ela assim se referiu:
| “ | Túmulo de milhares de brasileiros, violentamente arrancados aos seus lares pelo despotismo colonial, e encaminhados como para matadouro certo, foi o Iguatemi a causa do terror dos humildes e dos desvalidos da Capitania de São Paulo, durante lustros a fio, a causa do despovoamento intenso do território paulista, a quem arrebatou milhares de almas pelo êxodo e o refúgio nos sertões brutos. E ao mesmo tempo, quanto motivo de sofrimento para os militares e funcionários encarregados de sua localização, da sua guarda e manutenção. Desde os primeiros dias até aos últimos! | ” |

### O forte setecentista
O Forte do Iguatemi foi erguido de 1765 a 1770, por uma força de trezentos e cinte e seis homens (do Regimento de Dragões Auxiliares da Capitania de São Paulo?) comandados pelo Capitão João Martins de Barros. Em faxina e terra, apresentava planta no formato de um polígono heptagonal irregular, com cinco baluartes e dois meio baluartes nos vértices ("Praça d'Armas de Nossa Senhora dos Prazeres de Iguatemi". Biblioteca Nacional, Rio de Janeiro. "Demonstração do terreno imediato à Praça de Nossa Senhora dos Prazeres do rio Iguatemi". Mapoteca do Itamaraty, Rio de Janeiro).
O sargento-mor Teotônio José Juzarte, autor do "Diário da Navegação" (1769), assim descreveu a praça:
"É esta Praça situada sobre o barranco do Rio Gatemi [sic] o qual terá de largura oito braças, neste lugar, e daí para cima cada vez vai a menos até se perder na Campanha; delineou esta Fortificação o Capitão João Alves Ferreira, que para isso foi mandado pelo Conde da Cunha, Vice-Rei do Estado do Brasil: Foi delineada conforme a regra da Arte, sua figura era de heptágono tinha sete Lados; três tenalhas regulares, e quatro irregulares; porém esta obra estava só principiada com terra, e faxinas, que não davam para defesa alguma, porque se penetrava de dentro para fora, e de fora para dentro quase por toda a parte, e a razão disto era o não haver com que se pudesse continuar a sua construção, porque não havia ferramentas, não havia artífices, nem os homens podiam trabalhar por falta do Diário sustento, e vestuário: Entretanto na dita Praça achamos uma igreja que teria quarenta palmos de comprido, e doze de alto, fabricada de parede de mão seu telhado era de cascas de um palmito a que chamam Jarauba, seu ornato não era nenhum; as casas desta Povoação eram poucas fabricadas da mesma sorte de parede de mão, e os tetos de capim; tinha esta Povoação duas fontes de nativas com boa água; porém Pedra não se encontrava por todo aquele continente; (...) É esta Campanha abundante de gentio Cauan; (...) É este Clima mui doentio (...). Compunha-se a Guarnição desta Praça de um Capitão Mor Regente, um Capitão de Infantaria da Guarnição do Rio de Janeiro João Alvares [Alves?] Ferreira, que foi mandado com caráter de Engenheiro para a fortificar, três Companhias de paisanos pedestres, com seus Oficiais competentes que faziam o número de trezentos homens a saber duas Companhias para a Guarnição da Praça, e uma para o serviço da Marinha; a estes homens se lhes prometeu o soldo de um tostão por dia a cada um Soldado pela forma seguinte: o Capitão Mor Regente que era paisano vencia por, vinte, e cinco mil réis, os Capitães venciam cada um, catorze mil, e quatrocentos os Capelães a dez mil réis, O almoxarife, quatro mil réis por mês, os Tenentes, e Alferes, o oito mil réis, os Sargentos a três mil, e trezentos: Estes eram os soldos que vencia aquela guarnição a qual se achava nua, morta de fome, e em um lugar onde não tinham comunicação para parte alguma." [apud Souza (org.), 1999. pp. 85-86]
Segundo informe do Governador Luiz Pinto (?) em junho de 1770, estava artilhado com quatorze peças de diferentes calibres (SOUZA, 1885:138). O Morgado de Mateus remeteu para Araritaguaba, em fins de 1772, artilharia, munições e mais petrechos destinados ao Iguatemi, para onde seriam transportados por doze canoas, conjuntamente com setenta presos destinados a preencher os claros da guarnição, dizimada pela malária.
Habitualmente atacada por indigenas e ameaçada por espanhóis, sofreu um ataque mais sério em 1774 por parte dos Guaicurus, que devastaram as propriedades circunvizinhas dos colonos, matando vários deles (SOUZA, 1885:139), também habitualmente vítimas da malária.
Durante a invasão espanhola do sul do Brasil, na sequência da invasão da ilha de Santa Catarina (fevereiro de 1777), e da Colônia do Sacramento (junho de 1777), a colônia no Iguatemi foi atacada pelas forças do governador do Paraguai, D. Agostinho Penido (25 de outubro de 1777). O comandante da praça, Capitão José Rodrigues da Silva, conseguiu repelir os ataques iniciais dos espanhóis, tendo capitulado ante a superioridade dos atacantes (c. 3.000 homens), retirando-se com honras militares (27 de outubro de 1777).
Arrasado e abandonado pelos invasores, de acordo com SOUZA (1885), em 1854 ainda existiam ruínas da estrutura, visitadas pelo sertanista Joaquim Francisco Lopes em viagem de exploração aos rios Escopil e Iguatemi (op. cit., p. 139).
O presídio e sua fortificação eram abastecidos pelo Armazém Real de Araritaguaba (hoje Porto Feliz), porto fluvial no curso do alto rio Tietê, de onde partiam as monções, expedições paulistas de mineradores, comerciantes e soldados destinadas a Cuiabá. Este Armazém Real (depósito de armas, munições de boca e de guerra, e tudo o mais necessário ao uso das forças militares da Coroa e das suas repartições civis) existiu pelo menos entre 1767 e 1777, perdendo a função (e a razão de existir) com a queda da praça-forte e Colônia do Iguatemi.